# Минтер, Эй Джей
Алекс Джордан «Эй Джей» Минтер (англ. Alex Jordan Minter; 2 сентября 1993, Тайлер, Техас) — американский бейсболист, питчер клуба Главной лиги бейсбола «Атланта Брэйвз». На уровне NCAA выступал за команду Техасского университета A&M.

## Карьера
Минтер окончил старшую школу Брук-Хилл в Булларде. В 2012 году он был задрафтован клубом «Детройт Тайгерс», но подписывать контракт не стал и поступил в Техасский университет A&M. Два года выступал за студенческую команду в роли реливера, затем вошёл в число стартовых питчеров. В 2015 году перенёс операцию Томми Джона, из-за чего пропустил большую часть сезона.
На драфте Главной лиги бейсбола 2015 года Минтер под общим 75 номером был выбран «Атлантой». В 2016 году выступал за фарм-клубы — «Ром Брэйвз», «Каролина Мадкэтс» и «Миссисипи Брэйвз». Провёл на поле 34 2/3 иннинга с показателем пропускаемости ERA 1,30. В начале 2017 года он получил приглашение на весенние сборы главной команды. В августе 2017 года он получил вызов в основной состав и дебютировал в игре против «Сиэтл Маринерс», отметившись двумя страйкаутами в девятом иннинге.
В сезоне 2018 года Минтер сыграл за «Атланту» в 81 матче с пропускаемостью 3,18, сделал 95 страйкаутов. Он был включён в состав Брэйвз на игры плей-офф, провёл на поле два иннинга в дивизионной серии против «Лос-Анджелес Доджерс». В 2019 году его эффективность снизилась. Он сыграл всего 29 иннингов, допустив в них 23 уока, пропускаемость выросла до 7,07. В сентябре клуб внёс его в список травмированных с воспалением плеча. Весной 2020 года он провёл сборы с основным составом, но в марте был переведён в фарм-клуб и должен был начать сезон там. Позже сезон младших лиг был отменён из-за пандемии COVID-19. Летом он был вызван в «Брэйвз» и в сокращённом чемпионате проявил себя как один из лучших реливеров лиги. Минтер сыграл в 22 матчах с пропускаемостью 0,83, а соперники отбивали его подачи с эффективностью 19,7 %. В плей-офф он провёл на поле десять иннингов.